# Siles
Siles är en kommun i Spanien.   Den ligger i provinsen Provincia de Jaén och regionen Andalusien, i den centrala delen av landet, 240 km söder om huvudstaden Madrid. Antalet invånare är 2 451.